# Benicarló
Benicarló és un municipi del País Valencià, a la comarca del Baix Maestrat, de la qual és el segon per població. Limita amb Vinaròs, Càlig i Peníscola, així com amb la Mar Mediterrània.

## Geografia
Situat a la vora de la mar Mediterrània, el terme se situa en una planura amb accidents orogràfics d'escàs relleu, com el Puig de la Nau (166 msnm), al límit nord del terme, i la Tossa (168 msnm). Els rius del terme tenen una trajectòria perpendicular a la costa: l'Aiguaoliva al nord, la rambla de Cervera (riu Sec), pel centre, i la d'Alcalà (Barranquet) al sud. La costa és resseguida per les platges de la Mar Xica, el Morrongo, el Gurugú i la Caracola.

### Límits
| Càlig     |  | Vinaròs          |
|           |  |                  |
| Peníscola |  | Mar Mediterrània |

## Història

### Poblats ibers
Dins del terme municipal de Benicarló existixen diversos indrets que van ser habitats o bé que van tindre relació amb la població ibera. El conjunt més important és del Poblat del Puig de la Nau, situat a la falda del pujol homònim. Es tracta d'un jaciment que compta amb sis fases d'ocupació, entre el 700 i el 400 aC, del qual es conserva part de l'entramat urbà. A les excavacions s'hi van trobar el Kylix de Penthesilea, una copa àtica, o el tresoret, un grup d'estris d'ornamentacions. Actualment, les troballes es repartixen entre museus de Castelló de la Plana i el Mucbe, situat a Benicarló.
Als peus del Puig de la Nau se situava la necròpoli del poblat, on es van trobar diverses restes funeràries. A banda, en la mar i a la desembocadura del Riu Sec, un enclavament conegut com les Pedres de la Barbada, hi ha un jaciment submarí, corresponent a l'antic port iber.
El Poblat del Puig de la Nau es va abandonar a causa de la caiguda del comerç amb grecs i púnics. Al segle següent, es va establir un nou poblat al turó de la Tossa, avui entre els termes de Benicarló i Càlig, què va ser també despoblat posteriorment.
Tot i que antigament es feia correspondre el topònim Hystria (país de vinyes, nomenat a l'Ora Maritima de Ruf Fest Aviè) al Poblat de Benicarló, esta hipòtesi és rebutjada avui en dia, així com l'existència d'un contínuum entre les poblacions iberes i les musulmanes de l'Edat Mitjana: després del despoblament de la Tossa, l'actual terme municipal estaria ocupat per modestes finques hispanoromanes.

### L'alqueria musulmana
La primera referència a l'actual Benicarló apareix amb l'alqueria àrab de Beni-Gazló o Bani-Gazlun. L'escassetat de vestigis i fonts documentals només deixen esbossar est enclavament. Es tractaria d'un menut recinte urbà, rodejat d'una empallissada, amb una torre de guaita i un lloc per l'oració, envoltat de terres de cultiu, que es van desenvolupar gràcies a la tecnologia d'àrab d'aprofitament de l'aigua del pou. Possiblement se situaria entorn de l'actual Carrer Ample.
Esta alqueria roman sota la protecció del castell de Peníscola, al qual es refugien els habitants en cas de batussa cristiana. En una d'estes, al voltant del 1225, en un primer intent de Jaume I per conquerir la ciutat fortificada, es despobla. Durant el setge de dos mesos a Peníscola, el monarca arriba a pernoctar a l'alqueria. Finalment, el 14 de juny de 1236, passa definitivament a mans cristianes després d'atorgar-se la carta pobla a trenta pobladors, a fur de Saragossa. El topònim canvia a Benicastló.
D'altra banda, al costat de la mar, existix des d'aproximadament el segle xi, un barri mariner format per cristians, provinents de l'àrea de Tortosa i que també es troben sota el domini del castell musulmà peniscolà.

### Edat mitjana
El reconquerit lloc de Benicastló roman sota la jurisdicció del castell de Peníscola. El 16 d'agost de 1246 se li concedix l'explotació d'una ferreria i d'un forn de coure pa. El 1294 va passar a pertànyer a l'orde del Temple i posteriorment, el 1319 a l'orde de Montesa, en el qual moment s'inicia una etapa de creixement econòmic i social sense precedents fins aleshores. L'any 1326 mitjançant l'expedició de la Carta del Bovalar s'amplia el terme. En 1359 s'inicia el procés de segregació de Peníscola, gràcies a la concessió del Mestre de Montesa, Pere de Thous.
El 1370 Pere el Cerimoniós (1319-1387) va concedir-li el dret d'embarcar i desembarcar mercaderies des de les seues platges sense contribució ni pagaments.

### Edat Moderna
El 12 de juliol de 1490 Ferran el Catòlic (1452-1516) eximix Benicarló de contribuir a Peníscola. Durant les Germanies, la població va ser lleial al rei i a l'orde de Montesa, per la qual cosa va ser assetjada pels agermanats el 1521. Esta acció els va servir per assolir el títol de vila (20 d'octubre de 1523) i altres privilegis sobre importació de blat i celebració de la fira anual per sant Bartomeu. En 1556 va ser assaltada pels turcs. També al segle xvi, el cronista Martí de Viciana fa palés la riquesa agrària de la vila, amb un terme farcit de sénies, i s'instal·la una comunitat de frares franciscans.
A mitjan segle xvii Benicarló, com altres pobles valencians, va sofrir els efectes de l'epidèmia de pesta bubònica que va ocasionar més de 500 morts. La crisi es va accentuar amb una que va assolar els camps destruint la majoria de les vinyes. Els inicis del segle següent venen marcats per la guerra de Successió, en la que la vila es va retre al general d'Asfeld (1706). Com a conseqüència del conflicte bèl·lic, són desmantellades les muralles medievals de la vila, tot aprofitant el mur per a la posterior Església de Sant Bartomeu.

### Edat Contemporània
En la guerra del Francés va resistir els atacs de Suchet (1770-1826) el 14 d'agost de 1810 i va participar activament en la formació de guerrilles. En les guerres carlines va ser assaltada per Serrador en 1835 i 1837 i per Cabrera en una sagnant batalla el 23 de gener de l'any 1838, en la qual els carlins van prendre el control de la població durant un parell d'anys.
En el XIX la producció del vi Carlon que s'exportava, sobretot a l'Argentina, França i Anglaterra, va donar una empenta important a l'economia local; per atendre l'enorme moviment l'any 1883 es va formar la Companyia del Port, les obres de la qual van començar el 1886.
A principis del XX la fil·loxera acaba amb el conreu de la vinya. El 22 d'octubre de 1926 Alfons XIII atorga el títol de ciutat: "Volent donar una prova de la meua Reial estima a la Vila de Benicarló, Província de Castelló, pel desenvolupament de la seua indústria, agricultura i comerç i per la seua laboriositat i cultura, li concedixo el Títol de Ciutat i al seu Ajuntament el tractament d'Il·lustríssim." A partir de 1930 s'inicia un creixement espectacular. Entre 1931-1944 es construïx l'actual port que completa el començat en el segle anterior.
Durant la Guerra Civil espanyola, la població patix els bombardejos de l'aviació franquista. En la dècada dels anys 60 Benicarló es convertirà en centre receptor d'immigrants (per al període 1962-1967 la xifra ultrapassa els 350 per any). Les causes que atrauen esta població són: la indústria i el turisme. Des de finals del xviii la línia demogràfica ha sigut ascendent amb un lleu aturada per la crisi agrícola de principis del segle xx.

## Població
La població que en 1794 era de 1.300 veïns, havia passat a ser de 2.182 en 1877. Aquesta línia ascendent es va aturar entre els 1900-1930 per la crisi en el cultiu, la producció i l'exportació del vinyer. Però a partir de 1930, s'estabilitza el creixement demogràfic.
| Evolució demogràfica (des de 1877) Censos de població | Evolució demogràfica (des de 1877) Censos de població | Evolució demogràfica (des de 1877) Censos de població |
| ----------------------------------------------------- | ----------------------------------------------------- | ----------------------------------------------------- |
|                                                       |                                                       |                                                       |
|                                                       |                                                       |                                                       |
|                                                       | Font: Institut Nacional d'Estadística                 |                                                       |

| Població | 26.553 | 26.667 | 26.491 | 26.521 | 26.403 | 26.486 | 26.429 | 26.744 | 26.912 | 27.363 | 27.658 | 27.780 | 28.681 | 29.751 |

## Política i govern

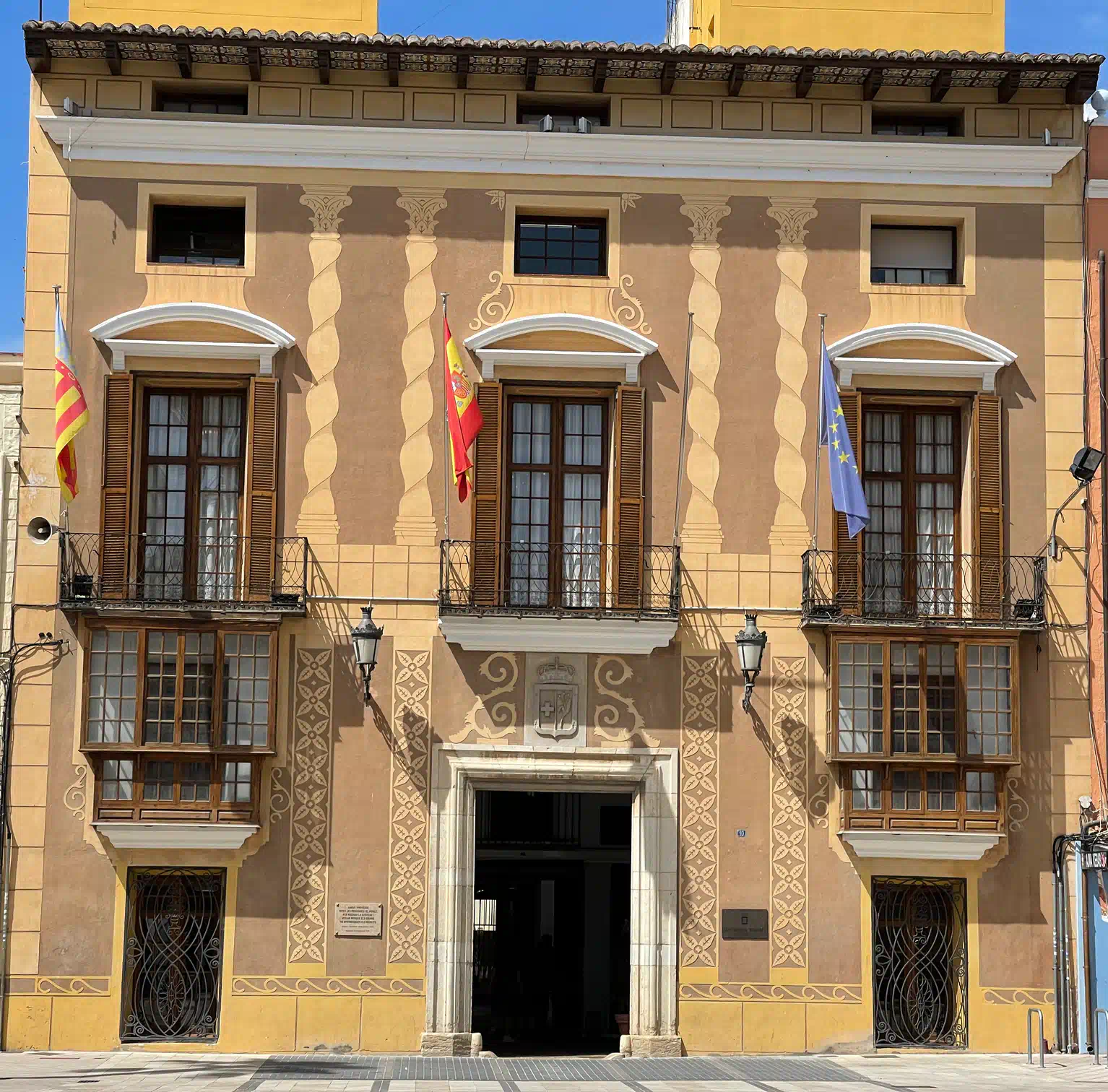
Casa de la Baronessa, seu de l'Ajuntament de Benicarló.

### Composició de la Corporació Municipal
El Ple de l'Ajuntament està format per 21 regidors. En les eleccions municipals del 28 de maig de 2023 foren escollits 7 regidors del Partit Popular (PP), 5 del Partit Socialista del País Valencià (PSPV-PSOE), 4 de Benigazlum (BG), 3 de Compromís per Benicarló: acord per guanyar (Compromís) i 2 de Vox (Vox).
| Eleccions municipals de 28 de maig del 2023 - Benicarló |                                                        |                                     |                                     |         |          |          |
| Candidatura | Candidatura                                            | Candidatura                         | Cap de llista                       | Vots    | Vots     | Regidors |
| | Partit Popular (PP)                                    |                                     | Juanma Cerdá Tena                   | 3.482   | 29,94%   | 7 (+2)   |
| | Partit Socialista del País Valencià-PSOE (PSPV-PSOE)   |                                     | Ildefonso Añó Lores                 | 2.720   | 23,39%   | 5 (-6)   |
| | Beni-Gazlum tot per Benicarló (BG)                     |                                     | Juan Pascual Sorlí Achell           | 1.883   | 16,19%   | 4 (+4)   |
| | Compromís per Benicarló: acord per guanyar (Compromís) |                                     | Nuria Isern Arnau                   | 1.366   | 11,74%   | 3 (+1)   |
| | Vox (Vox)                                              |                                     | Antonio Fornés Roca                 | 1.094   | 9,40%    | 2 (+2)   |
| | Altres candidatures                                    |                                     |                                     | 958     | 8,23%    | 0        |
| | Vots en blanc                                          |                                     |                                     | 125     | 1,07%    |          |
| Total vots vàlids i regidors | Total vots vàlids i regidors                           | Total vots vàlids i regidors        | Total vots vàlids i regidors        | 11.628  | 100 %    | 21       |
| | Vots nuls                                              | Vots nuls                           | Vots nuls                           | 143     | 1,21%    |          |
| Participació (vots vàlids més nuls) | Participació (vots vàlids més nuls)                    | Participació (vots vàlids més nuls) | Participació (vots vàlids més nuls) | 11.771  | 64,38%** |          |
| Abstenció | Abstenció                                              | Abstenció                           | Abstenció                           | 6.513*  | 35,62%** |          |
| Total cens electoral | Total cens electoral                                   | Total cens electoral                | Total cens electoral                | 18.284* | 100 %**  |          |
| Alcalde: Juanma Cerdá Tena (PP) (17/06/2023) Per ser la llista més votada, després de no haver obtingut majoria absoluta dels regidors (7 vots de PP)       |                                                        |                                     |                                     |         |          |          |
| Fonts: Ministeri de l'Interior. Junta Electoral de Zona de Vinaròs Periòdic Ara. (* No són vots sinó electors. ** Percentatge respecte del cens electoral.) |                                                        |                                     |                                     |         |          |          |

### Alcaldes
Des de 2023 l'alcalde de Benicarló és Juan Manuel Cerdà Tena del Partit Popular.
| Període                       | Alcalde o alcaldessa                          | Partit polític | Data de possessió     | Observacions                  |
| ----------------------------- | --------------------------------------------- | -------------- | --------------------- | ----------------------------- |
| 1979–1983                     | José María Febrer Callís                      | GIB            | 19/04/1979            | --                            |
| 1983–1987                     | José María Febrer Callís                      | GIB            | 28/05/1983            | --                            |
| 1987–1991                     | Juan Vicente Rambla                           | PSPV-PSOE      | 30/06/1987            | --                            |
| 1991–1995                     | Jaime Mundo Alberto                           | PP             | 15/06/1991            | --                            |
| 1995–1999                     | Jaime Mundo Alberto                           | PP             | 17/06/1995            | --                            |
| 1999–2003                     | Jaime Mundo Alberto                           | PP             | 03/07/1999            | --                            |
| 2003–2007                     | Jaime Mundo Alberto José Enrique Escuder Arín | PP PSPV-PSOE   | 14/06/2003 07/04/2005 | Moció de censura PSOE-Bloc -- |
| 2007–2011                     | Marcelino Domingo Pruñonosa                   | PP             | 16/06/2007            | --                            |
| 2011–2015                     | Marcelino Domingo Pruñonosa                   | PP             | 11/06/2011            | --                            |
| 2015–2019                     | Xaro Miralles Ferrando                        | PSPV-PSOE      | 13/06/2015            | --                            |
| 2019-2023                     | Xaro Miralles Ferrando                        | PSPV-PSOE      | 15/06/2019            | --                            |
| Des de 2023                   | Juan Manuel Cerdá Tena                        | PP             | 17/06/2023            | --                            |
| Fonts: Generalitat Valenciana |                                               |                |                       |                               |

## Economia

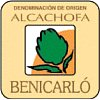
Logotip de la Denominació d'origen de la carxofa

### Agricultura
Benicarló és una immensa horta, on el regadiu s'imposa al secà i els principals productes agraris de la qual, i per ordre d'importància són els encisams, les tomaques, les carxofes, els cítrics, les bajoques, l'oliva...
Cal fer especial esment a la carxofa (Cynara scolymus) que es conrea al municipi amb Denominació d'origen pròpia, el que reflectix la bona qualitat dels productes de l'horta benicarlanda.
A això cal afegir, com a productes bàsics de l'economia benicarlanda, la pesca, que amb la seua flota de més de 50 embarcacions, ha obtingut en els últims anys, una mitjana d'1.500.000 kg. anuals de tota classe d'espècies marines, entre les quals destaquen el mollet, el llucet, el polp, el rap, la palada i el llagostí.

### Indústria
La indústria del moble i les destil·leries d'essències químiques han experimentat un gran apogeu en els últims anys.
Cal destacar la importància del sector del moble a Benicarló, comptant amb nombroses empreses destinades a la fabricació de mobiliari i complements. La influència del sector del moble en el teixit productiu de la localitat s'evidencia amb la ubicació a Benicarló d'una unitat de l'AIDIMA (Institut Tecnològic de la Fusta i afins) integrat en la xarxa d'instituts tecnològics de l'IMPIVA (Institut de la Petita i Mitjana empresa Industrial Valenciana).
Per tal de promoure les condicions idònies per la instal·lació d'activitats industrials a la ciutat, el 30 d'octubre de 1998 es va inaugurar la primera fase del Polígon Industrial Collet, iniciativa conjunta de l'Ajuntament de Benicarló i la Conselleria d'Indústria i Comerç a través de l'empresa pública SEPIVA (Seguretat i Promoció Industrial Valenciana)
Est espai especialment pensat per oferir a empreses i indústries un entorn adreçat a l'activitat productiva, disposa d'uns 200.000 metres quadrats de sòl industrial dividit en parcel·les d'entre 810 i 6000 m².
L'any 2000 s'ha inaugurat la segona fase del polígon, amb una positiva acollida per part del sector empresarial.

### Comerç
Benicarló oferix al comprador una variada oferta en establiments tradicionals de tots els tipus. La zona centre de la ciutat acull gran quantitat d'activitats comercials i de serveis.
El Mercat Municipal de Benicarló, amb al voltant de 40 parades, oferix els seus productes frescos de qualitat a tota la comarca, obrint també per les vesprades per adaptar-se a les necessitats dels consumidors.
Un gran centre comercial va ser instal·lat als terrenys de l'antiga fàbrica de mobles Palau, amb un hipermercat, nombrosos espais comercials de tota classe, zona de restauració, multicines i espais d'esbarjo. Actualment només compta amb el multicine i unes poques zones comercials principalemt de roba i menjar.

## Cultura

### Música
- Associació Musical Ciutat de Benicarló

L'origen de la Banda de Música es remunta a principis de la dècada de 1840, tal com indiquen els documents i arxius municipals i eclesiàstics. En la dècada de 1870 existien a Benicarló fins a tres bandes de música, cada una vinculada a sectors polítics diferents.
Al llarg de la història ha sigut anomenada de diferents formes: La Primitiva, La Lira (1878), Banda Municipal (1927), Agrupación Musical Santa Cecilia (1965) i des de 1976 Associació Musical Ciutat de Benicarló. A partir d'eixe any es van crear uns estatuts i la banda va ingressar en la Federació de Societats Musicals de la Comunitat Valenciana, es van integrar en igualtat de condicions músics d'ambdós sexes, es va modernitzar progresivament el funcionamient pedagògic i administratiu de l' Escola de Música i es va evolucionar de forma molt important amb un treball constant i de manera desinteressada per part de tots els seus components.
N'han sigut directors José Ballester, Francisco Coscollano, José Coll, Alejandro Llopis, Francisco Arnau, Antonio Ciurana, José Peris, Bautista Ciurana, José Ferrer, Pascual Boix, Jaime Arnau, José María Palau, Vicente Feliu i Roig, José Ramón Arnau, Joaquín Muñoz, José Antonio Valls, Agustín Lucas, Isabel Costes, José Eleuterio Castelló, Jaime Rebollar i Pablo Anglés.
La banda ha actuat en ciutats com ara Saragossa, València, Castelló de la Plana, Valladolid, Tortosa, Amposta, Vilanova i la Geltrú, Rubí, Alcanyís, Lleida, Tarragona, Figueres, Cornellà, Calanda, El Prat del Llobregat, Carballedo (Galícia), Calella i nombroses poblacions valencianes. En 1990 i en 2002 va realitzar diferents actuacions en la regió francesa de Sarthe, en 1996 en la italiana de Brianza-Llombardia i en 2007 en l'illa de Sardenya. L'any 2001 va realitzar una actuació en el parc de Disneyland París. En 2009, va ser invitada pel Institut Valencià de la Música a actuar al Palau de les Arts Reina Sofia de València, al Teatre Principal d'Alacant i a l'Auditori de Castelló de la Plana.

### Festes i celebracions
- Festa de la Carxofa. Se celebra la tercera setmana de gener on la carxofa, producte amb Denominació d'Origen, és la protagonista d'esta festa. Es preparen degustacions populars de tota mena de plats elaborats amb Carxofa de Benicarló. Els restaurants de la ciutat preparen complets menús en les Jornades Gastronòmiques de la Carxofa.
- Sant Antoni. El 17 de gener. Abunden les fogueres en els carrers, on es fa la popular "Torrada", alegre reunió de veïns al voltant de les fogueres, per a rostir els productes típics de la terra i el mar: carxofes, "petxines", costelles, llonganisses, botifarres, etc. Al capvespre, en la plaça de l'Església, es crema el "Dimoni", figura amb la imatge del dimoni, per a arruixar els esperits malèfics. Completen la festa la desfilada i benedicció dels animals i el repartiment de milers de coques de Sant Antoni, dolç benicarlando fet amb farina, sucre, oli i una "barreja" de moscatell i aiguardent. Durant estos dies se celebra una important fira de maquinària agrícola.
- Festes patronals. En honor de sant Bartomeu (24 d'agost), sants Abdó i Senén, i Santa Maria del Mar. Se celebren durant tota la setmana del 24 d'agost i el cap de setmana anterior. Es fan bous al carrer i a la mar i actes organitzats per una gran part de les moltes associacions locals.
- Sant Gregori. Romeria a l'ermita del sant el 9 de maig.
- Sant Isidre. Festa per excel·lència dels pagesos: desfilades, exhibicions agrícoles, processó, i tot un col·lectiu de gran importància en la zona, que este dia decidix deixar les eines de cultiu per a gaudir de la primavera i celebrar aquella pròxima collita tan esperada durant tot l'any.

- Falles. Al voltant del 19 de març es planten a diferents indrets de la ciutat 12 monuments que són cremats durant la nit i matinada del dia de Sant Josep. Durant la setmana fallera es fan diferents actes: xocolatades, "mascletaes", "cordaes", correfocs, trobada motera i sopars a la nit de torrada de carn variada. La setmana abans de les falles, les comissions falleres es disfressen de la temàtica del monument faller i volten pels carrers del poble, en el que es coneix com a "Cavalcada del Ninot".

- Sant Joan. El 24 de juny, festa de les associacions esportives locals.

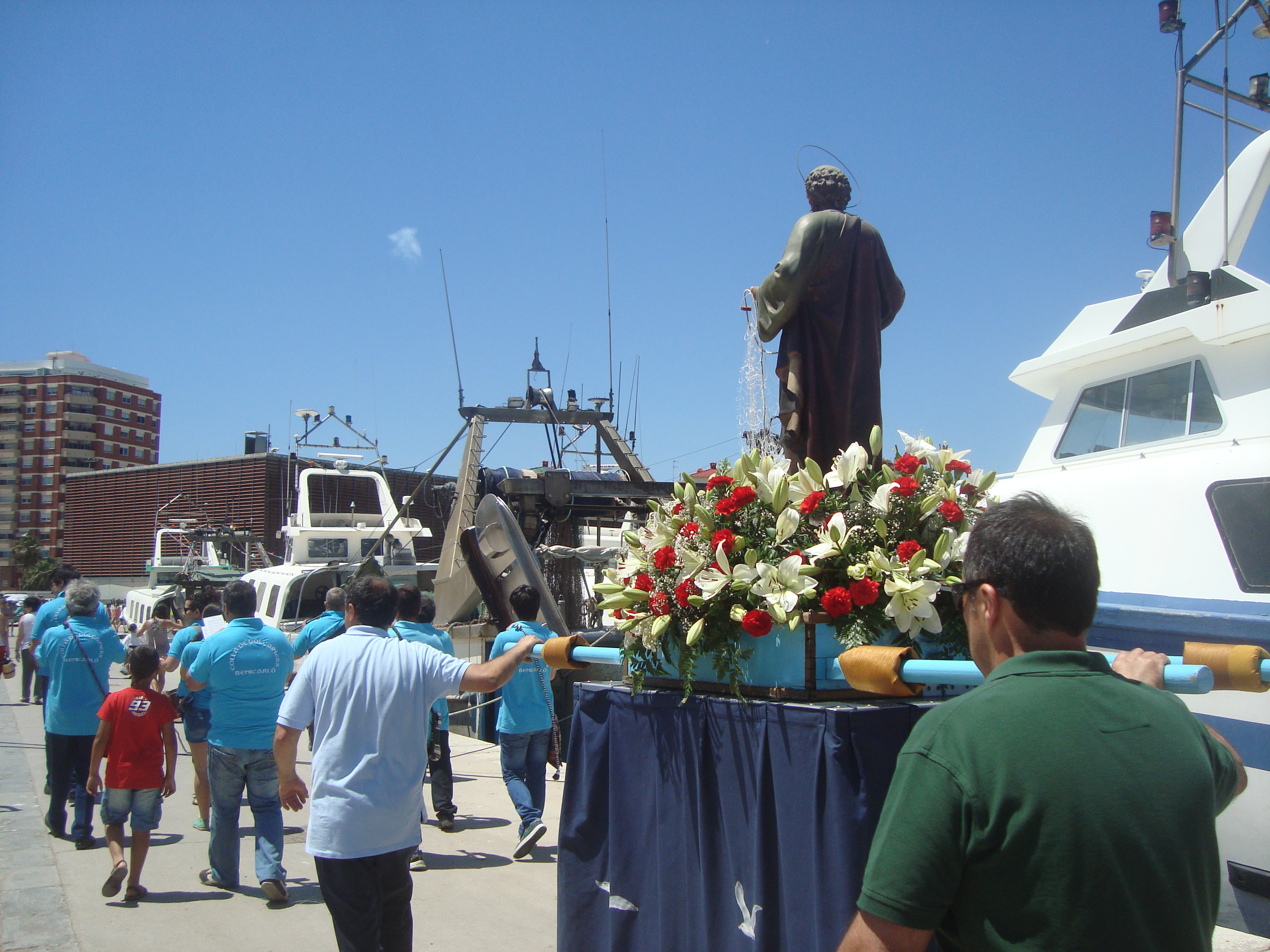
Romeria marinera de Sant Pere, Port de Benicarló

- Setmana Santa. Amb processons i actes religiosos.
- Mostra de Teatre Jove. Se celebra els mesos d'octubre, novembre i desembre on participen actors amateurs.

- Biennal de Pintura "Ciutat de Benicarló". (juliol i agost)

- Certamen de Poesia "Ciutat de Benicarló". (Octubre)

### Esports
- Futbol

El futbol ha sigut històricament l'esport més popular a la ciutat. El club més rellevant és el CD Benicarló, que va tindre la seua època daurada a la dècada dels anys 60, amb el conjunt a la Tercera Divisió. Es va retornar a eixa categoria a la dècada dels 80, època en la qual destacaven els derbis comarcals contra el Vinaròs CF; d'ençà els anys 90, el club ha anat alternant la Regional Preferent i les divisions regionals. En este club va iniciar la seua carrera el futbolista internacional Àngel “Pitxi” Alonso.
A l'ombra del CD Benicarló han existit altres equips de futbol de federats. És el cas del Benihort, que posteriorment es va reconvertir com a equip de futbol base, destacant en categories inferiors al llarg de la dècada dels 90. Més recentment, durant els començaments del segle xxi, diversos equips de la ciutat han pres part en competició regional: Penya València, Racing de Benicarló, Atlètic Benicarló, UD Benicarló (fusió dels dos anteriors), Antisa o Sporting de Benicarló. Este darrer, que va arribar a comptar amb dos equips, és l'únic que seguix en actiu el 2010.
- Futbol sala

La bona trajectòria del Benicarló FS ha causat que el futbol sala haja esdevingut l'esport més seguit des de finals de la dècada dels 90. El conjunt del Baix Maestrat va ascendir a la Divisió de Plata el 1999, i cinc anys després aconsegueix la fita de pujar a Divisió d'Honor, la màxima categoria estatal d'est esport. Des de llavors, el quadre benicarlando ha alternat campanyes més reeixides, amb presència a playoffs pel títol i la Copa d'Espanya, amb altres més modestes.
- Altres disciplines

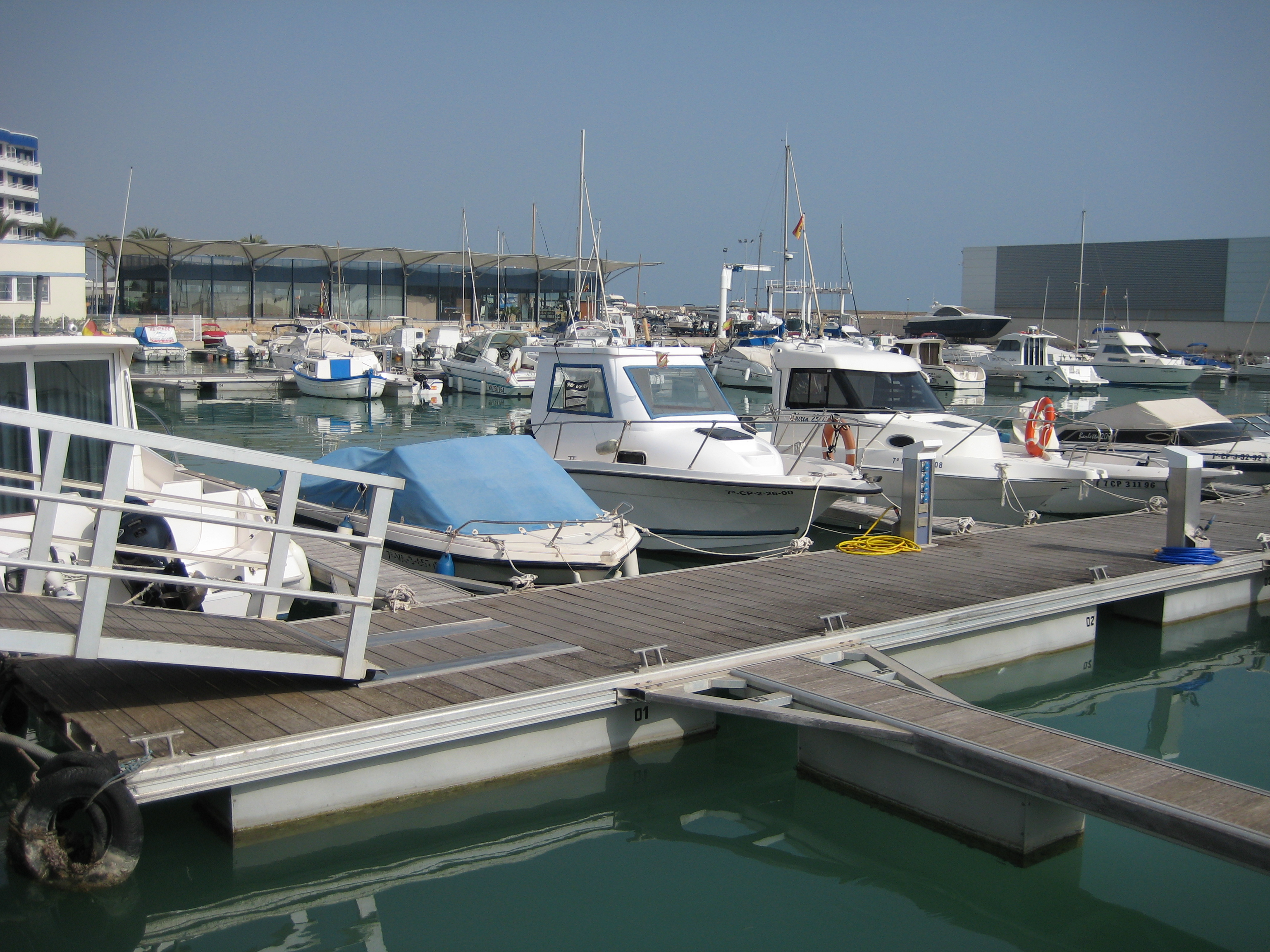
Port Esportiu de Benicarló

També cal destacar a les esportistes de gimnàstica rítmica, o de rock acrobàtic, les quals, en el seu respectiu club, han arribat a disputar tornejos estatals i internacionals. L'any 2007, es funda el club Arrea-li Bona per a promocionar i practicar la pilota valenciana.
Entre altres esports que actualment compten amb afició i pràctica a Benicarló, hi ha l'handbol, la natació, el ciclisme, l'atletisme...
Quant a infraestructures, Benicarló compta amb piscina municipal, inaugurada el 1999, pistes d'atletisme, poliesportiu amb tres pistes, la central de les quals està habilitada per jugar a la Divisió d'Honor de futbol-sala, així com diversos camps de futbol i futbet. I per a la pràctica d'esports nàutics, dins del Port de Benicarló hi ha un port esportiu.

## Transport
Benicarló és travessada de nord a sud per dos vies de gran capacitat:
- La N-340 fa travessia a la ciutat (passant a ser l'avinguda de Magalhães i l'avinguda de Juan Sebastión Elcano). Anteriorment passava pel bell mig de la ciutat, seguint el recorregut dels carrers d'Alcalà de Xivert, Major i Vinaròs. És previst un desdoblament de la carretera, amb la qual cosa discorrerà a uns quilòmetres del nucli urbà. La N-340 compta amb diverses entrades a la població, de nord a sud són: via de servei, carrer de Mossén Lajunta, passeig de Febrer i Soriano, carrer de Sant Francesc, carrer d'Alcalà de Xivert i camí de la Ratlla del Terme.
- L'AP-7 travessa el terme municipal per la seua banda occidental, a uns 4-5 quilòmetres del nucli urbà en el seu extrem més proper. Compta amb una àrea de servei dins del territori de Benicarló. La incorporació i peatge més proper és a Peníscola, seguint el recorregut de la N-340.

A més a més, hi ha dues carreteres comarcals, que comuniquen amb Peníscola i amb Càlig-Cervera del Maestrat-CV-10.
La via fèrria que comunica València i Barcelona travessa el terme municipal. A quilòmetre i mig del nucli urbà es troba l'Estació de Benicarló-Peníscola (Plaça de l'Estació), amb aturades de trens regionals (direcció Castelló de la Plana i Tortosa) i trens de gran recorregut (Alaris i Arco).

## Llocs d'interès turístic

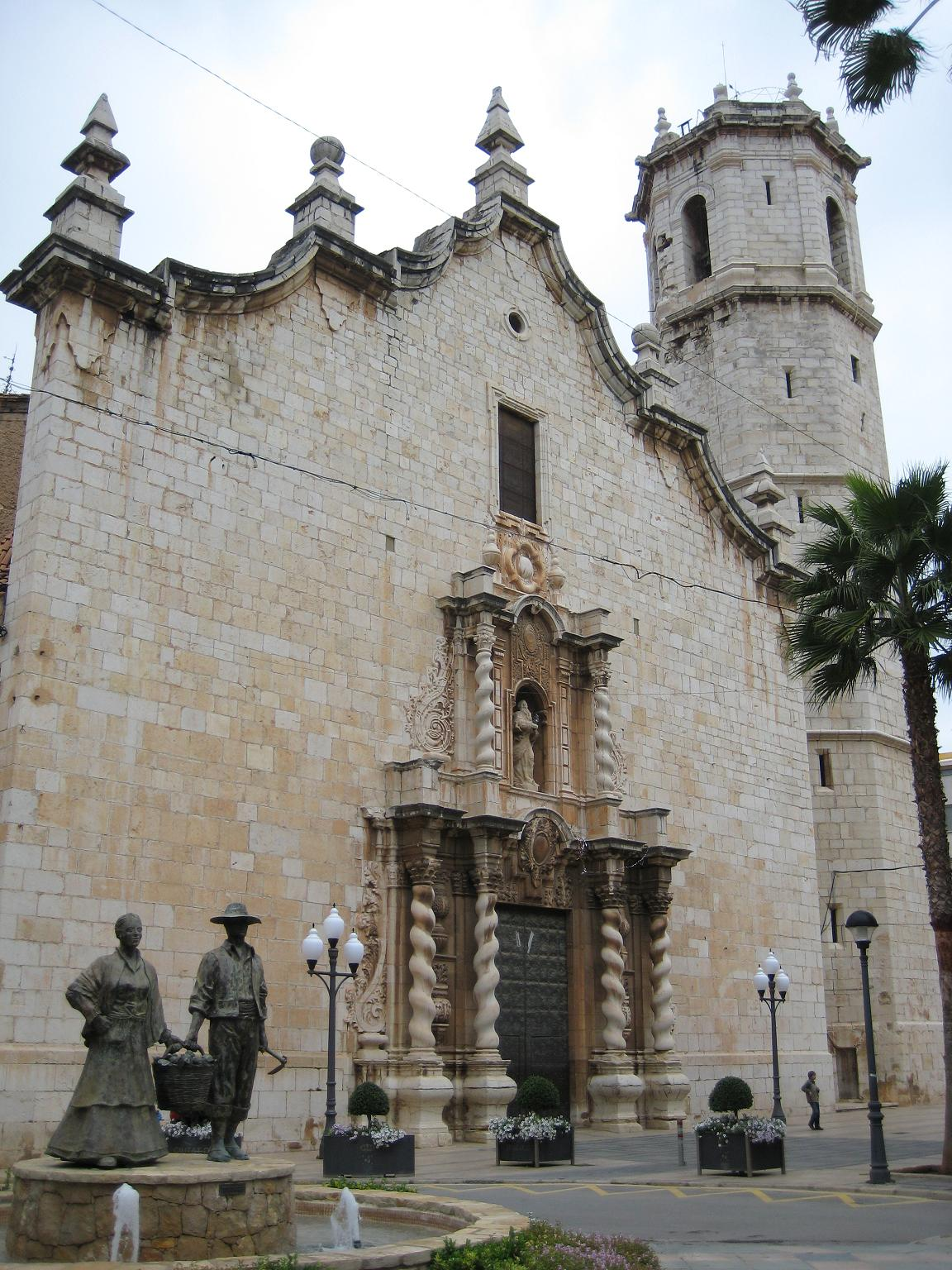
Església de Sant Bartomeu

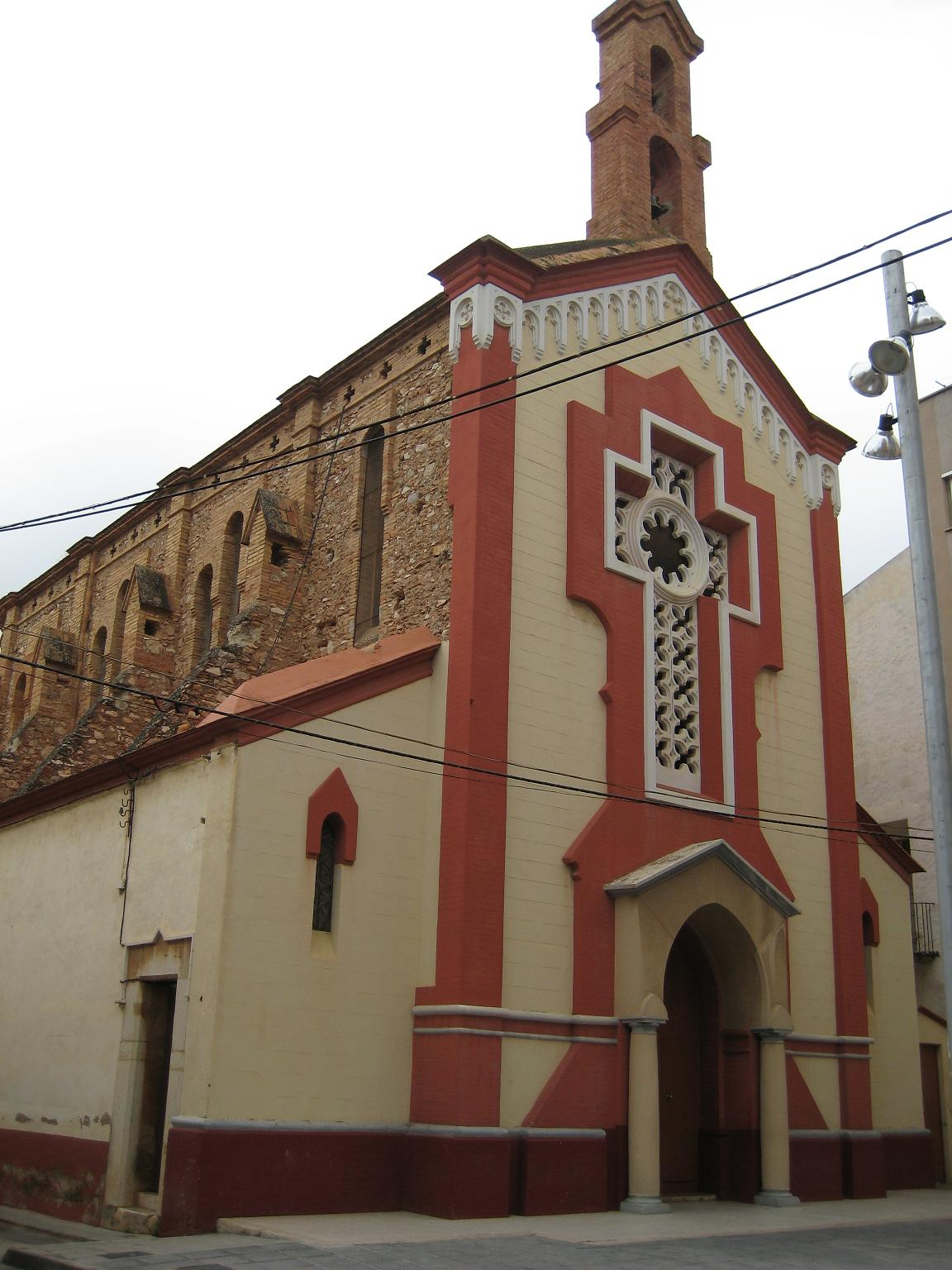
Capella del Sant Crist de la Mar

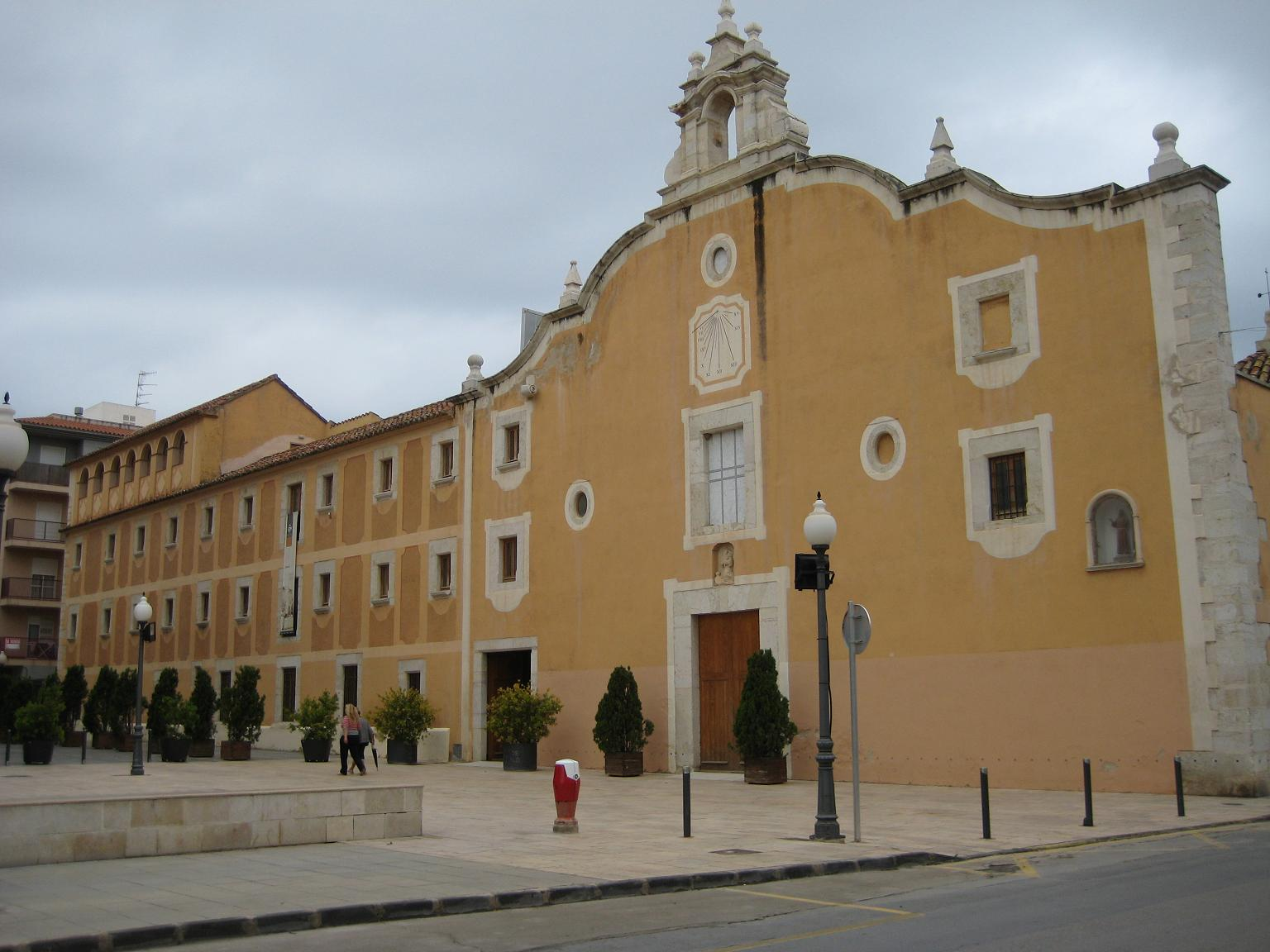
Convent de Sant Francesc

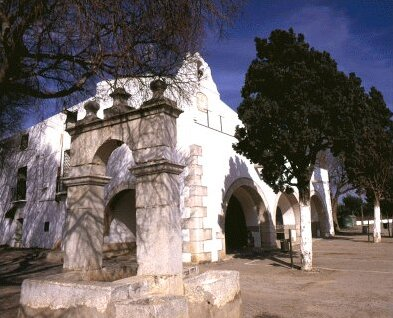
Ermita de Sant Gregori

Església de Sant Bartomeu. Del segle xviii. Amb portada barroca i campanar octogonal. La gran façana barroca és de pedra i emmarca la portada. Té dos cossos: el superior format per una gran fornícula amb la imatge del sant que està rematada per dos columnes salomòniques. L'interior del temple és una sola nau amb creuer i capelles entre els contraforts; sobre el creuer s'alça una gran cúpula. El retaule de la Verge del Remei és una pintura amb la Verge i el Xiquet assegut en el tron, envoltats per diferents sants. Esta obra d'art s'atribuïx a l'artista Vicent Macip. La torre campanar és esvelta, octogonal i exempta, construïda amb grans blocs de pedra llaurada procedent del país; té quatre cossos, molt massissos els tres primers, i la cambra amb un estilitzat finestral de mig punt en cada cara, on estan instal·lades les campanes.
Capella del Sant Crist de la Mar. (Església de Sant Pere) de 1924 situada en les proximitats del Port; este Crist sempre ha sigut objecte de profunda devoció a Benicarló. La llegenda conta que en 1650 va arribar a les platges de Benicarló una barca de la qual va desembarcar Cèsar Cataldo portant una imatge del Crist en la Creu; la seua arribada va ser qualificada de prodigiosa i els miracles que va obrar la Santa Imatge encara més.
Convent de Sant Francesc. Del segle xvi. L'Església, encara que reformada en el segle xviii, conserva l'estructura originària del XVI; és d'una sola nau, sense capelles laterals, té un claustre de construcció austera i senzilla, i la façana està rematada per una cornisa de línia trencada, amb espadanya de pedra com rematada.
Ermita de Sant Gregori. Del segle xvii. La imatge del sant és una talla policromada del s.XVI. L'ermita té un ample pòrtic format per cinc arcs de pedra llaurada. El dia 9 de maig, festivitat del sant, se celebra un tradicional i popular romiatge amb processó fins a esta ermita.

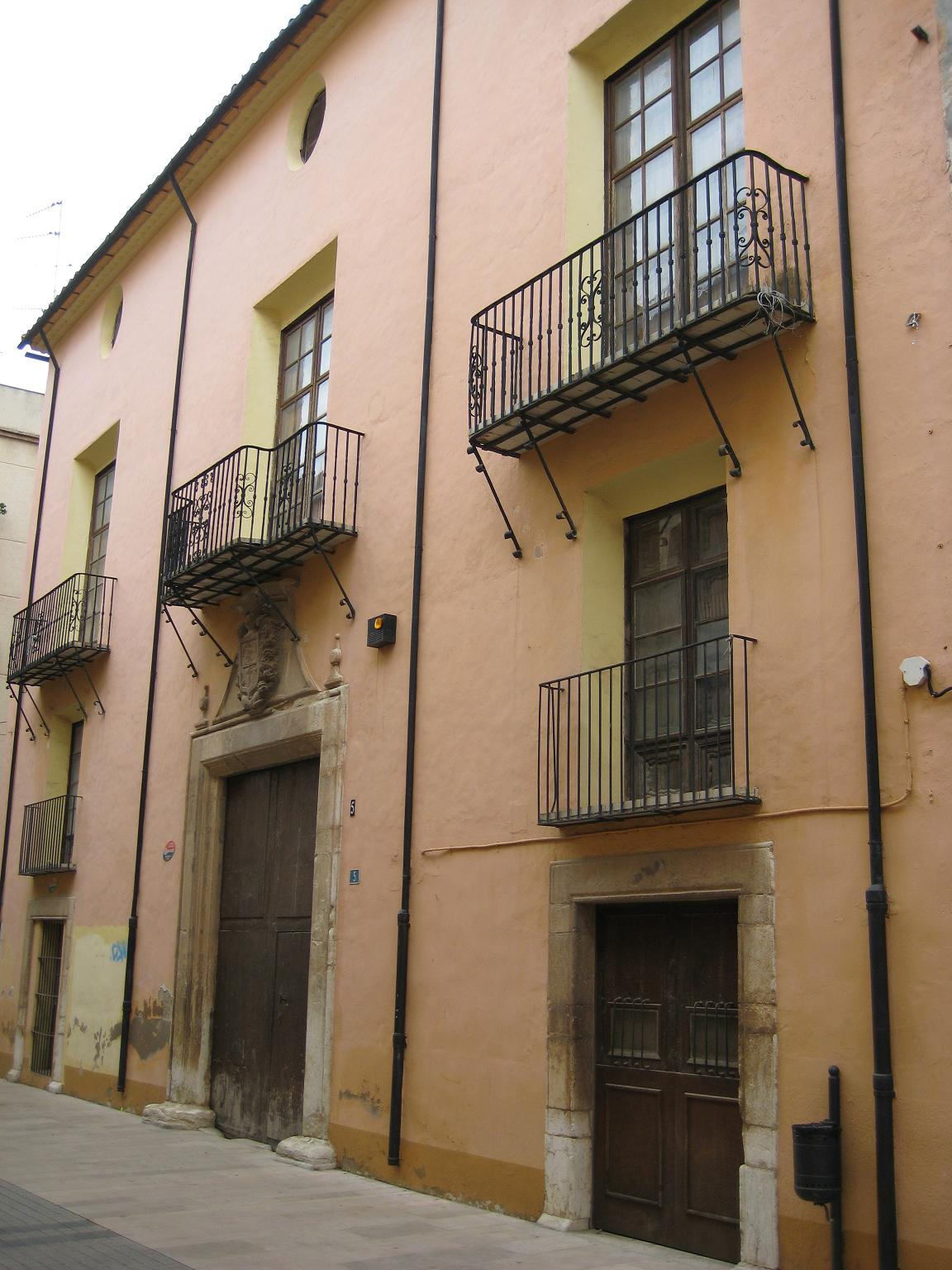
Casa del Marqués de Benicarló

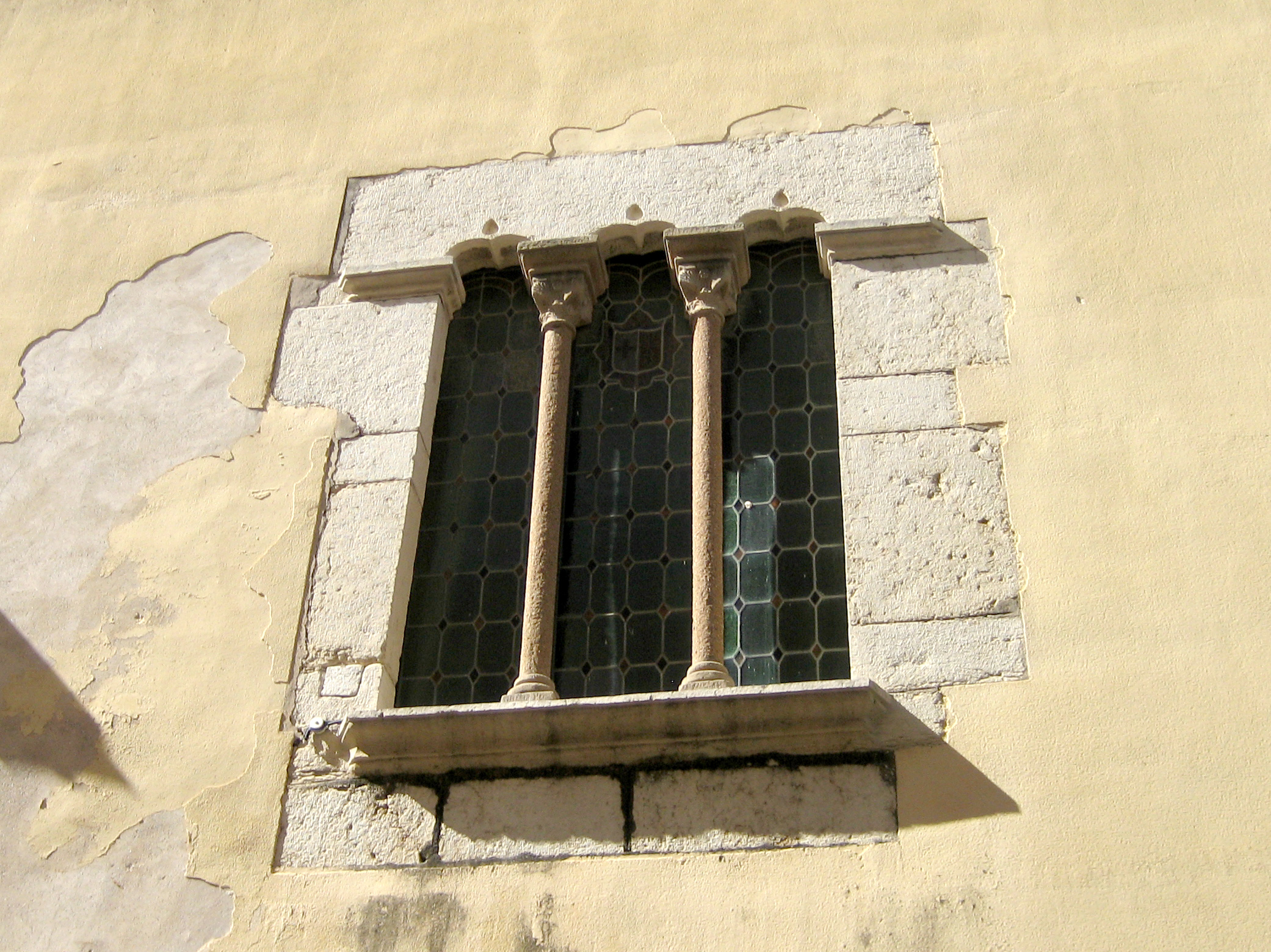
Finestral gòtic de l'antic Ajuntament

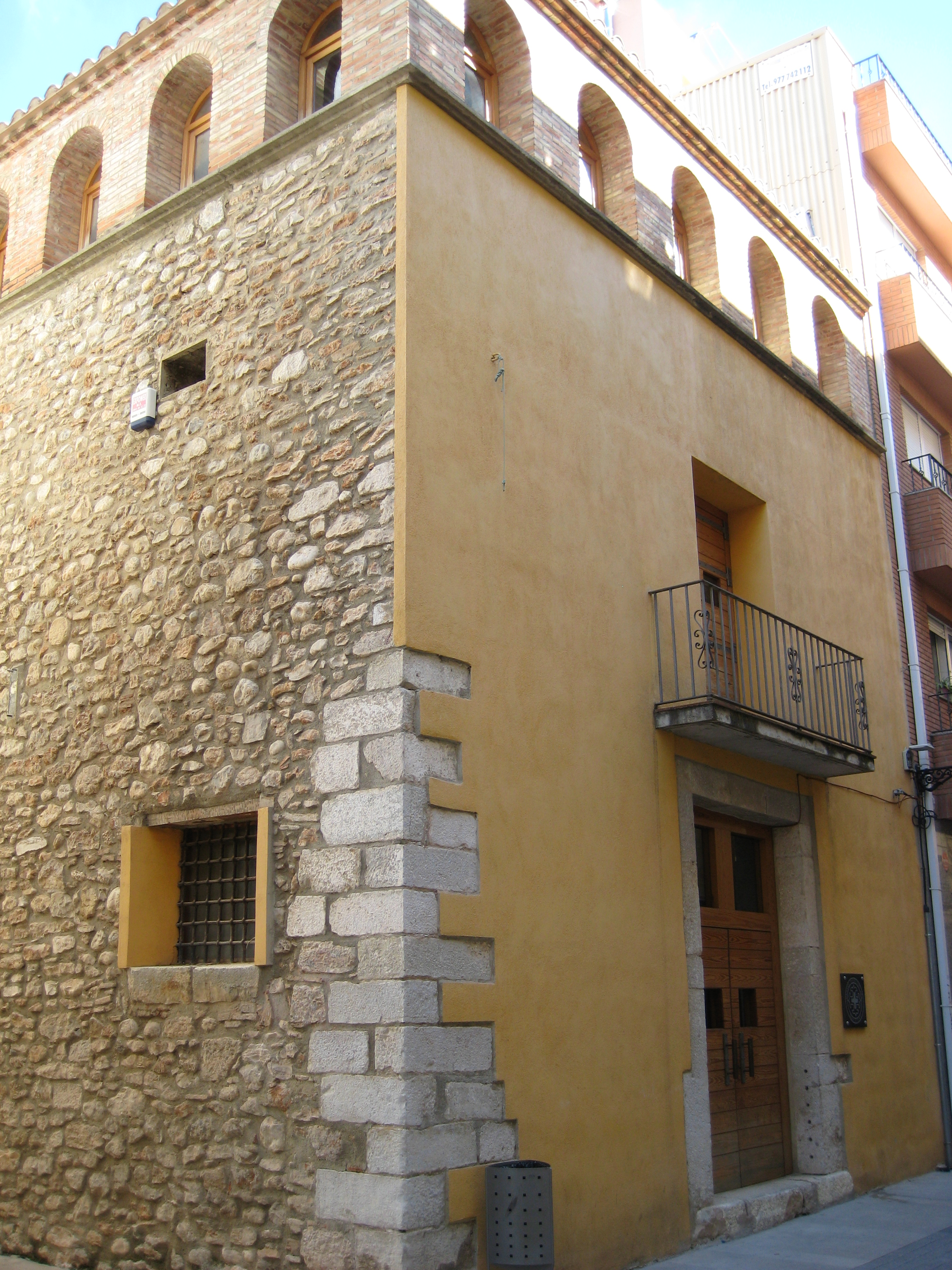
Antiga presó

Casa del Marqués de Benicarló. Casona amb portada adovellada i escut heràldic, a la façana principal, i a l'interior, una gran escala doble i uns magnífics taulells alcorins que decoren tota la cuina. Es troba al Carrer de Sant Joaquim, que va ser declarat Bé d'Interés Cultural el 2007.
Antic Ajuntament. L'anomenat Saló Gòtic, els dos finestrals (o coronelles) dividits en tres parts per dos columnetes i una arcada escarsera que suporta el primer pis, són elements que encara es conserven de l'antiga edificació.
Antiga presó. L'edifici constava de planta baixa i dos pisos, la segona planta i la planta baixa funcionaven com presó, ja que la primera planta era la casa del carceller.
Casa de la Baronessa, seu de l'Ajuntament de Benicarló. D'estil renaixentista.
Casa Bosch. Del segle xx. En la planta baixa hi havia l'entrada vestíbul que duia fins a un frondós jardí posterior que en l'actualitat està desaparegut; així com la planta noble i l'andana original. El més destacat de l'edifici és la seua façana, un dels pocs exemples modernistes del Maestrat. Té tres plantes cadascuna d'elles diferent. L'edifici presenta una gran simetria. Alberga una entitat bancària.
Poblat iber de la Tossa. Els materials d'este poblat trobats per la superfície dels bancals que ocupa són els característics dels jaciments d'este tipus i cronologia (s.VI-II aC), amb ceràmica ibèrica pintada a força d'una temàtica lineal-geomètrica i uns pocs motius vegetals. Al peu de la Tossa, en les proximitats de la Basseta, va ser trobada l'any 1941 la Necròpoli del Bovalar, les urnes de la qual, utensilis i aixovars de bronze són similars als materials de la necròpoli del Puig de la Nau.
Poblat iber del Puig de la Nau. Un dels jaciments ibèrics més importants del País Valencià. Va arribar la seua màxima esplendor en els s. V i IV aC. S'han descobert interessants ceràmiques àtiques, entre les quals destaca el kylyx atribuït al pintor Penthesilea (460-450 aC).
Edifici de la Presó. Antic Museu Històric i Arqueològic Municipal, actualment al primer pis està la seu del Centre d'Estudis del Maestrat. El segon pis, sobre l'antiga presó provisional, hi ha  la seu de l'associació ABRIL (Associació Benicarlanda per a la Recuperació i la Investigació del Llegat) dedicada a l'estudi i difussió de temes locals. Destaquen les masmorres del segle xiv.
Centre Cultural Convent de Sant Francesc (Mucbe). El Convent de Sant Francesc ha estat recentment restaurat i acull un centre cultural on es realitzen conferències, representacions teatrals de format menut, concerts de música al claustre i exposicions temporals a les diverses sales del conjunt.
Entre les exposicions permanents hi ha "Bona terra, bona collita" dedicada al món agrari local, així com la mostra de troballes que procedixen bàsicament del poblat ibèric de la muntanya del Puig de la Nau i de la seua necròpoli situada en les proximitats d'este, encara que també contenen materials i objectes que corresponen a altres jaciments prehistòrics de l'entorn comarcal, principalment del Baix Maestrat. Han exposat al Mucbe, Museu Ciutat de Benicarló, artistes de la talla de Luis Eduardo Aute o els gravats de Goya.
Sala d'exposicions de la Caixa Rural.
- Els Gegants i Cabuts.

Nascuts l'any 1991, Tolo, Mar i els cabuts, formen part important de la cultura de Benicarló. Van ser construïts per l'Escola d'Arts i Oficis de la ciutat. L'any 1995 es va afegir el gegantó de motxilla manotes Gori, amb l'acompanyament de dos cabuts arlequins i tres dimonis. L'any 2006, a donació de la Falla la Carrasca, la colla va incorporar 8 cabuts. L'any 2008 se li va afegir un nou membre: Pau, un gegantonet per als més menuts de la colla, representa un llaurador. Ja l'any 2009, durant la XIX Trobada de Gegants i Cabuts, Tolo i Mar estrenen una nova parella d'acompanyants que van baixar del Puig de la Nau, Tossa i Puig, una parella de gegants ibers. Puig representa un guerrer iber, que defenia el Puig de la Nau, i Tossa representa una dona del poble que porta el Kylix trobat al Puig de la Nau, i que ella ve del poblat ibèric de la Tossa. Els nous gegants han estat construïts per Juan José Fontantet i Ignacio Gasulla. Finalment, l'any 2018 el gegantonet Pau va ser reconstruit per facilitar la portabilitat als seus xicotets portadors i se li va construir una parella: Anna, la qual va ser estrenada el 24 d'agost d'aquell mateix any.
Estes figures són dutes per la Colla de Gegants i Cabuts de Benicarló, formada l'any 1991. Al llarg de l'any, es desplacen per diverses contrades de Catalunya i el País Valencià, inclosa la Ciutat Gegantera. Una vegada a l'any, són amfitrions de la Trobada de Gegants i Cabuts de Benicarló, que se sol celebrar durant els mesos d'estiu. L'acte consistix en una plantada i en una posterior cercavila pels carrers de la població. A més, des de l'any 2016 celebren la Cercavila de Gegants convidats a les Festes Patronals, en la qual es convida una colla que destaca dins el món geganter a participar amb tots els honors de les festes majors de la ciutat.
- Cinema.

La ciutat de Benicarló ha sigut relacionada amb el món del cinema al llarg del darrer segle. El 1956, a la Casa Fontcuberta, es va rodar part de la producció La vida es maravillosa, a càrrec del director Pedro Lazaga.
En la dècada dels 80 es va iniciar el Festival de Cinema de Benicarló, que posteriorment va passar a la veïna ciutat de Peníscola.

## Personatges il·lustres
- Àngel “Pitxi” Alonso (Benicarló, 1 de febrer de 1953), futbolista.
- Joan Brusca (Benicarló, 1957 - Les Borges Blanques, 2008), agricultor i sindicalista.
- Manel Garcia Grau (Benicarló, 1962 - Castelló de la Plana, 2006), filòleg i poeta.
- Giovanni Voyer (1901-1976), tenor.
- Manuel Alvar López, (Benicarló 1923, Madrid, 2001), filòleg i dialectòleg, president de la Real Academia Española de la Lengua, i membre de la Academia Española de la Historia
- Cèsar Coll Salvador (Benicarló, 1950) catedràtic  de psicologia de la Universitat de Barcelona.